# Vela ai Giochi della XVIII Olimpiade - Flying Dutchman
La competizione della classe Flying Dutchman  di vela ai Giochi della XVIII Olimpiade si è svolta nei giorni dal 12 al 21 ottobre 1964 nella Baia di Sagami, con base a Enoshima.

## Partecipanti
| Nazione           | Barca              | Equipaggio                             |
| ----------------- | ------------------ | -------------------------------------- |
| Australia         | Diablo             | John Dawe, Ian Winter                  |
| Austria           | Brigantia          | Karl Geiger, Werner Fischer            |
| Brasile           | Vento Sul          | Klaus Hendriksen, Joaquim Roderbourg   |
| Canada            | Syndi              | Richard Lennox, Paul Henderson         |
| Danimarca         | Miss Denmark 1964  | Ole Gunnar Petersen, Hans Fogh         |
| Francia           | Pigoule            | Marcel Buffet, Alain-François Lehoerff |
| Germania          | Tantalus           | Eberhard Reschwamm, Dietmar Gedde      |
| Giappone          | Riccar             | Yasutoshi Tagami, Kenjiro Matsuda      |
| Gran Bretagna     | Lady C             | Franklyn Musto, Arthur Morgan          |
| Italia            | Aldebaran          | Mario Capio, Marco Sartori             |
| Messico           | Tlaloc             | Alfonso Serrano, Sergio Gonzales       |
| Norvegia          | Lucky              | Einar Koefoed, Hans Mehren             |
| Nuova Zelanda     | Pandora            | Earle Wells, Helmer Pedersen           |
| Paesi Bassi       | Daisy              | Ben Verhagen, Nico de Jong             |
| Rhodesia          | Peri II            | David Butler, Anthony Crossley         |
| Stati Uniti       | Widgeon            | Harry Melges, William Bentsen          |
| Svezia            | Hayama             | Lars Call, Stig Kall                   |
| Svizzera          | Pousse-Moi Pas VII | Jean-Pierre Renevier, Michel Buzzi     |
| Trinidad e Tobago | Firebird II        | Rawle Barrow, Cordell Barrow           |
| Turchia           | Turkey             | Edroan Arsal, Metin Akdurak            |
| Unione Sovietica  | Almaz              | Viktor Pil'čin, Aleksandr Šelkovnikov  |

## Risultati
| Regata 1 12 ottobre | Regata 1 12 ottobre | Regata 1 12 ottobre | Regata 1 12 ottobre | Regata 2 13 ottobre | Regata 2 13 ottobre | Regata 2 13 ottobre | Regata 2 13 ottobre | Regata 3 14 ottobre | Regata 3 14 ottobre | Regata 3 14 ottobre | Regata 3 14 ottobre | Regata 4 15 ottobre | Regata 4 15 ottobre | Regata 4 15 ottobre | Regata 4 15 ottobre |
| Pos.                | Nazione             | Tempo               | Punti               | Pos.                | Nazione             | Tempo               | Punti               | Pos.                | Nazione             | Tempo               | Punti               | Pos.                | Nazione             | Tempo               | Punti               |
| ------------------- | ------------------- | ------------------- | ------------------- | ------------------- | ------------------- | ------------------- | ------------------- | ------------------- | ------------------- | ------------------- | ------------------- | ------------------- | ------------------- | ------------------- | ------------------- |
| 1                   | Aldebaran           | 2:20:08             | 1423                | 1                   | Lady C              | 2:23:56             | 1423                | 1                   | Pandora             | 1:59:44             | 1423                | 1                   | Miss Denmark 1964   | 1:50:51             | 1423                |
| 2                   | Pigoule             | 2:22:49             | 1122                | 2                   | Widgeon             | 2:26:16             | 1122                | 2                   | Lady C              | 2:00:49             | 1122                | 2                   | Widgeon             | 1:50:57             | 1122                |
| 3                   | Peri II             | 2:22:54             | 946                 | 3                   | Daisy               | 2:28:16             | 946                 | 3                   | Brigantia           | 2:01:03             | 946                 | 3                   | Pandora             | 1:51:40             | 946                 |
| 4                   | Lucky               | 2:23:35             | 821                 | 4                   | Diablo              | 2:28:29             | 821                 | 4                   | Miss Denmark 1964   | 2:01:21             | 821                 | 4                   | Almaz               | 1:52:05             | 821                 |
| 5                   | Syndi               | 2:24:38             | 724                 | 5                   | Aldebaran           | 2:28:55             | 724                 | 5                   | Pigoule             | 2:03:43             | 724                 | 5                   | Lady C              | 1:52:56             | 724                 |
| 6                   | Miss Denmark 1964   | 2:24:49             | 645                 | 6                   | Riccar              | 2:29:49             | 645                 | 6                   | Tantalus            | 2:05:28             | 645                 | 6                   | Peri II             | 1:53:21             | 645                 |
| 7                   | Almaz               | 2:25:09             | 578                 | 7                   | Pigoule             | 2:29:51             | 578                 | 7                   | Lucky               | 2:08:11             | 578                 | 7                   | Diablo              | 1:53:39             | 578                 |
| 8                   | Lady C              | 2:25:16             | 520                 | 8                   | Peri II             | 2:30:04             | 520                 | 8                   | Daisy               | 2:08:40             | 520                 | 8                   | Daisy               | 1:54:27             | 520                 |
| 9                   | Riccar              | 2:26:45             | 469                 | 9                   | Tantalus            | 2:30:06             | 469                 | 9                   | Vento Sul           | 2:14:25             | 469                 | 9                   | Lucky               | 1:55:16             | 469                 |
| 10                  | Widgeon             | 2:26:49             | 423                 | 10                  | Syndi               | 2:31:26             | 423                 | 10                  | Syndi               | 2:19:07             | 423                 | 10                  | Brigantia           | 1:56:09             | 423                 |
| 11                  | Pousse-Moi Pas VII  | 2:27:25             | 382                 | 11                  | Lucky               | 2:31:49             | 382                 | 11                  | Pousse-Moi Pas VII  | 2:20:56             | 382                 | 11                  | Tantalus            | 1:56:30             | 382                 |
| 12                  | Vento Sul           | 2:28:49             | 344                 | 12                  | Vento Sul           | 2:32:18             | 344                 | 12                  | Hayama              | 2:40:25             | 344                 | 12                  | Aldebaran           | 1:56:34             | 344                 |
| 13                  | Diablo              | 2:29:09             | 309                 | 13                  | Almaz               | 2:33:03             | 309                 | 13                  | Riccar              | 3:24:03             | 309                 | 13                  | Syndi               | 1:56:36             | 309                 |
| 14                  | Brigantia           | 2:29:27             | 277                 | 14                  | Hayama              | 2:33:09             | 277                 | -                   | Diablo              | DNF                 | 101                 | 14                  | Vento Sul           | 1:56:54             | 277                 |
| 15                  | Daisy               | 2:29:52             | 247                 | 15                  | Pousse-Moi Pas VII  | 2:33:40             | 247                 | -                   | Aldebaran           | DNF                 | 101                 | 15                  | Pigoule             | 1:57:29             | 247                 |
| 16                  | Pandora             | 2:31:58             | 219                 | 16                  | Firebird II         | 2:35:27             | 219                 | -                   | Peri II             | DNF                 | 101                 | 16                  | Pousse-Moi Pas VII  | 1:58:48             | 219                 |
| 17                  | Tantalus            | 2:33:00             | 193                 | 17                  | Turkey              | 2:37:40             | 193                 | -                   | Firebird II         | DNF                 | 101                 | 17                  | Hayama              | 2:03:38             | 193                 |
| 18                  | Hayama              | 2:34:41             | 168                 | 18                  | Tlaloc              | 2:57:56             | 168                 | -                   | Turkey              | DNF                 | 101                 | 18                  | Turkey              | 2:06:58             | 168                 |
| 19                  | Firebird II         | 2:36:29             | 144                 | -                   | Miss Denmark 1964   | DNF                 | 101                 | -                   | Almaz               | DNF                 | 101                 | 19                  | Tlaloc              | 2:09:03             | 144                 |
| 20                  | Turkey              | 2:37:11             | 122                 | -                   | Pandora             | DNF                 | 101                 | -                   | Widgeon             | DNF                 | 101                 | -                   | Riccar              | DNF                 | 101                 |
| 21                  | Tlaloc              | 2:47:07             | 101                 | -                   | Brigantia           | DQ                  | 0                   |                     | Tlaloc              | DNS                 | 0                   |                     | Firebird II         | DNS                 | 0                   |

| Regata 5 19 ottobre | Regata 5 19 ottobre | Regata 5 19 ottobre | Regata 5 19 ottobre | Regata 6 20 ottobre | Regata 6 20 ottobre | Regata 6 20 ottobre | Regata 6 20 ottobre | Regata 7 21 ottobre | Regata 7 21 ottobre | Regata 7 21 ottobre | Regata 7 21 ottobre |
| Pos.                | Nazione             | Tempo               | Punti               | Pos.                | Nazione             | Tempo               | Punti               | Pos.                | Nazione             | Tempo               | Punti               |
| ------------------- | ------------------- | ------------------- | ------------------- | ------------------- | ------------------- | ------------------- | ------------------- | ------------------- | ------------------- | ------------------- | ------------------- |
| 1                   | Pandora             | 1:52:39             | 1423                | 1                   | Pandora             | 1:53:27             | 1423                | 1                   | Almaz               | 2:08:56             | 1423                |
| 2                   | Widgeon             | 1:54:06             | 1122                | 2                   | Lady C              | 1:53:32             | 1122                | 2                   | Daisy               | 2:09:47             | 1122                |
| 3                   | Pigoule             | 1:54:17             | 946                 | 3                   | Widgeon             | 2:00:47             | 946                 | 3                   | Brigantia           | 2:10:13             | 946                 |
| 4                   | Peri II             | 1:54:21             | 821                 | 4                   | Almaz               | 2:01:25             | 821                 | 4                   | Pandora             | 2:10:22             | 821                 |
| 5                   | Miss Denmark 1964   | 1:54:59             | 724                 | 5                   | Daisy               | 2:02:20             | 724                 | 5                   | Syndi               | 2:13:26             | 724                 |
| 6                   | Lady C              | 1:55:00             | 645                 | 6                   | Brigantia           | 2:02:51             | 645                 | 6                   | Lucky               | 2:13:50             | 645                 |
| 7                   | Lucky               | 1:55:37             | 578                 | 7                   | Lucky               | 2:02:56             | 578                 | 7                   | Miss Denmark 1964   | 2:14:29             | 578                 |
| 8                   | Tantalus            | 1:55:43             | 520                 | 8                   | Aldebaran           | 2:03:13             | 520                 | 8                   | Vento Sul           | 2:14:30             | 520                 |
| 9                   | Brigantia           | 1:55:44             | 469                 | 9                   | Peri II             | 2:04:10             | 469                 | 9                   | Diablo              | 2:14:43             | 469                 |
| 10                  | Almaz               | 1:55:48             | 423                 | 10                  | Tantalus            | 2:04:58             | 423                 | 10                  | Widgeon             | 2:14:51             | 423                 |
| 11                  | Daisy               | 1:56:00             | 382                 | 11                  | Pousse-Moi Pas VII  | 2:04:59             | 382                 | 11                  | Lady C              | 2:15:05             | 382                 |
| 12                  | Aldebaran           | 1:59:25             | 344                 | 12                  | Syndi               | 2:05:21             | 344                 | 12                  | Tantalus            | 2:16:36             | 344                 |
| 13                  | Syndi               | 1:59:37             | 309                 | 13                  | Miss Denmark 1964   | 2:06:33             | 309                 | 13                  | Aldebaran           | 2:17:27             | 309                 |
| 14                  | Hayama              | 2:00:07             | 277                 | 14                  | Hayama              | 2:07:51             | 277                 | 14                  | Riccar              | 2:19:02             | 277                 |
| 15                  | Riccar              | 2:03:32             | 247                 | 15                  | Pigoule             | 2:07:54             | 247                 | 15                  | Peri II             | 2:19:50             | 247                 |
| 16                  | Firebird II         | 2:03:46             | 219                 | 16                  | Riccar              | 2:10:37             | 219                 | 16                  | Firebird II         | 2:20:14             | 219                 |
| 17                  | Vento Sul           | 2:04:09             | 193                 | 17                  | Vento Sul           | 2:11:09             | 193                 | 17                  | Hayama              | 2:21:14             | 193                 |
| 18                  | Turkey              | 2:15:17             | 168                 | 18                  | Firebird II         | 2:11:58             | 168                 | 18                  | Pousse-Moi Pas VII  | 2:22:59             | 168                 |
| 19                  | Tlaloc              | 2:28:53             | 144                 | 19                  | Tlaloc              | 2:19:14             | 144                 | 19                  | Tlaloc              | 2:31:11             | 144                 |
| -                   | Diablo              | DNF                 | 101                 | 20                  | Turkey              | 2:20:17             | 122                 | 20                  | Turkey              | 2:33:22             | 122                 |
| -                   | Pousse-Moi Pas VII  | DNS                 | 0                   | -                   | Diablo              | DNF                 | 101                 | -                   | Pigoule             | DNF                 | 101                 |

## Classifica finale
| Pos.    | Nazione           | Barca              | Equipaggio                             | Punti Totali | Punti ottenuti nelle regate | Punti ottenuti nelle regate | Punti ottenuti nelle regate | Punti ottenuti nelle regate | Punti ottenuti nelle regate | Punti ottenuti nelle regate | Punti ottenuti nelle regate |
| Pos.    | Nazione           | Barca              | Equipaggio                             | Punti Totali | 1                           | 2                           | 3                           | 4                           | 5                           | 6                           | 7                           |
| ------- | ----------------- | ------------------ | -------------------------------------- | ------------ | --------------------------- | --------------------------- | --------------------------- | --------------------------- | --------------------------- | --------------------------- | --------------------------- |
| Oro     | Nuova Zelanda     | Pandora            | Earle Wells, Helmer Pedersen           | 6255         | 219                         | 101                         | 1423                        | 946                         | 1423                        | 1423                        | 821                         |
| Argento | Gran Bretagna     | Lady C             | Franklyn Musto, Arthur Morgan          | 5556         | 520                         | 1423                        | 1122                        | 724                         | 645                         | 1122                        | 382                         |
| Bronzo  | Stati Uniti       | Widgeon            | Harry Melges, William Bentsen          | 5158         | 423                         | 1122                        | 101                         | 1122                        | 1122                        | 946                         | 423                         |
| 4       | Danimarca         | Miss Denmark 1964  | Ole Gunnar Petersen, Hans Fogh         | 4500         | 645                         | 101                         | 821                         | 1423                        | 724                         | 309                         | 578                         |
| 5       | Unione Sovietica  | Almaz              | Viktor Pil'čin, Aleksandr Šelkovnikov  | 4375         | 578                         | 309                         | 101                         | 821                         | 423                         | 821                         | 1423                        |
| 6       | Paesi Bassi       | Daisy              | Ben Verhagen, Nico de Jong             | 4214         | 247                         | 946                         | 520                         | 520                         | 382                         | 724                         | 1122                        |
| 7       | Francia           | Pigoule            | Marcel Buffet, Alain-François Lehoerff | 3864         | 1122                        | 578                         | 724                         | 247                         | 946                         | 247                         | 101                         |
| 8       | Austria           | Brigantia          | Karl Geiger, Werner Fischer            | 3706         | 277                         | 0                           | 946                         | 423                         | 469                         | 645                         | 946                         |
| 9       | Norvegia          | Lucky              | Einar Koefoed, Hans Mehren             | 3669         | 821                         | 382                         | 578                         | 469                         | 578                         | 578                         | 645                         |
| 10      | Italia            | Aldebaran          | Mario Capio, Marco Sartori             | 3664         | 1423                        | 724                         | 101                         | 344                         | 344                         | 520                         | 309                         |
| 11      | Rhodesia          | Peri II            | David Butler, Anthony Crossley         | 3648         | 946                         | 520                         | 101                         | 645                         | 821                         | 469                         | 247                         |
| 12      | Canada            | Syndi              | Richard Lennox, Paul Henderson         | 2947         | 724                         | 423                         | 423                         | 309                         | 309                         | 344                         | 724                         |
| 13      | Germania          | Tantalus           | Eberhard Reschwamm, Dietmar Gedde      | 2783         | 193                         | 469                         | 645                         | 382                         | 520                         | 423                         | 344                         |
| 14      | Australia         | Diablo             | John Dawe, Ian Winter                  | 2379         | 309                         | 821                         | 101                         | 578                         | 101                         | 101                         | 469                         |
| 15      | Giappone          | Riccar             | Yasutoshi Tagami, Kenjiro Matsuda      | 2166         | 469                         | 645                         | 309                         | 101                         | 247                         | 219                         | 277                         |
| 16      | Brasile           | Vento Sul          | Klaus Hendriksen, Joaquim Roderbourg   | 2147         | 344                         | 344                         | 469                         | 277                         | 193                         | 193                         | 520                         |
| 17      | Svizzera          | Pousse-Moi Pas VII | Jean-Pierre Renevier, Michel Buzzi     | 1780         | 382                         | 247                         | 382                         | 219                         | 0                           | 382                         | 168                         |
| 18      | Svezia            | Hayama             | Lars Call, Stig Kall                   | 1561         | 168                         | 277                         | 344                         | 193                         | 277                         | 277                         | 193                         |
| 19      | Trinidad e Tobago | Firebird II        | Rawle Barrow, Cordell Barrow           | 1070         | 144                         | 219                         | 101                         | 0                           | 219                         | 168                         | 219                         |
| 20      | Turchia           | Turkey             | Edroan Arsal, Metin Akdurak            | 895          | 122                         | 193                         | 101                         | 168                         | 168                         | 122                         | 122                         |
| 21      | Messico           | Tlaloc             | Alfonso Serrano, Sergio Gonzales       | 845          | 101                         | 168                         | 0                           | 144                         | 144                         | 144                         | 144                         |